# Рисинијум
Рисинијум (лат. Risinium, од старијег илир. Rhizon и грч. ), антички је град и археолошки локалитет који се налази у близини данашњег Рисна у Боки которској, у данашњој Црној Гори. Првобитно је био илирско насеље, а касније је постао римски град.

### Историја
Најранији помен места датира из 4. века пре нове ере. Рисинијум је био главна тврђава у Илирској држави у којој је краљица Теута избегла током илирског рата. Током кратке владавине илирске краљице Теуте, Рисинијум је постао престоница њеног царства. Током ових периода донето је неколико кованица:
- кованица града, у бронзи,
- краљевска кованица краља Балаиос, у сребру и бронзи,
- највероватније, кованица са ознаком "кованица из Ризонијског залива", која се сматра као кованица од савеза у којем је Рисинијум одиграо улогу, у сребру и бронзи.

Хронологија ових кованица још увек није прецизно дефинисана, пре свега зато што се о историјској позадини њиховог издавања и даље мало зна. Готово да нема помена у књижевним изворима града Рисинијума. Међутим, неколико одлика ових кованица — као што су обележја стила, елементи натписа и иконографије, метрологија, избор скованог метала, итд.
Током велике сеобе народа, на ширем простору Далмације вођени су ратови између Византијског царства и Источних Гота, а царска власт у областима око Рисинијума учвршћена је за вријеме владавине Јустинијана I (527-565).
Почетком 7. века, на ове просторе се досељавају српска племена, након чега настају и прве кнежевине: Дукља на југоистоку и Травунија са Конавлима на северозападу.